# Måbødalen
El  Måbødalen es un valle del municipio de Eidfjord en la provincia de Hordaland, Noruega. Inicia en la localidad de Øvre Eidfjord y llega hasta el valle Sysendalen, en el lado oeste de la meseta Hardangervidda. El principal atractivo es la cascada Vøringfossen, accesible mediante la ruta nacional noruega 7 (Rv7).

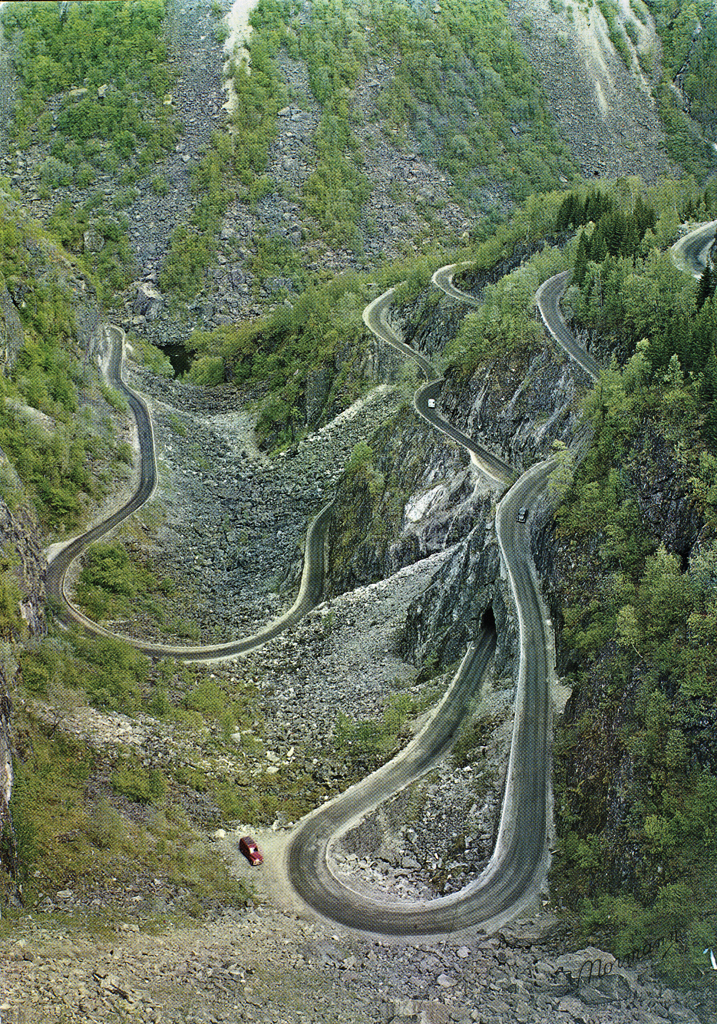
Vista del antiguo camino de Måbødalen

El primer camino que cruzó el valle fue construido entre 1900 y 1916. Consiste en una serie de tres túneles, tres puentes y una gran cantidad de curvas horquilla. Finalizado en 1928 es un ícono de la ingeniería de carreteras del siglo XX y la primera conexión vial entre el este y oeste del país. Actualmente es usado por ciclistas y peatones, ya que fue reemplazado por una ruta más ancha y recta en 1986. 
El hotel Fossli está en lo alto de las montañas, permitiendo observar el valle y la cascada Vøringfossen. El hotel posee el piano en el cual Edvard Grieg compuso el tema Canciones típicas de Noruega, Opus 66 en 1896. En 1854, Johan Christian Dahl pintó la obra Måbødalen, reflejando el paisaje. La pintura se exhibe en el museo de arte de Bergen.